# Elba (álbum de Laura Jansen)
Elba é o segundo álbum da cantora holando-americana Laura Jansen, lançado no dia 22 de março de 2013 na Holanda e no resto da Europa no dia 25 de março.

A cantora havia passado os últimos meses de 2012 trabalhando em seu segundo álbum. A data de lançamento de "Elba" foi revelada no dia 17 de janeiro de 2013, em seu site oficial. Além de divulgar um mini-tour pela Holanda, em abril de 2013.

"Elba" foi produzido pelo cantor-compositor e produtor inglês Matt Hales. ‘Aqualung' já produziu grandes nomes do cenário musical como Jason Mraz, Leona Lewis e Paloma Faith. 

O mesmo produziu o single Same Heart, parceria da cantora com o cantor-compositor e músico britânico Tom Chaplin.
Neste álbum, a cantora faz um dueto com o cantor e compositor britânico Ed Harcourt, na música "A Call to Arms". 

Devido ao sucesso de Same Heart, com Tom Chaplin, Laura inclui a canção em seu novo trabalho.

## Faixas
1. The Lighthouse
2. Queen Of Elba
3. Golden
4. A Call To Arms (Ft. Ed Harcourt)
5. Little Things (You)
6. Same Heart (Ft. Tom Chaplin)
7. Light Hits The Room
8. Around The Sun
9. Smalltown (Come Home)
10. Paper Boats
11. Pretty Me

## Singles
| Ano  | Single        |
| ---- | ------------- |
| 2013 | Queen of Elba |